# 아이리버
아이리버(iRiver, IRIVER로 표기하며 이전에는 iriver로 표기)는 드림어스컴퍼니 소유의 대한민국 가전제품 부문으로, 국내 시장에서 음악 및 기타 액세서리를 판매한다.
당시 공식적으로 레인콤으로 알려진 이 회사는 1999년 7명의 전 삼성전자 임원들이 설립했으며, 처음에는 휴대용 CD 플레이어를 출시했고, 이후 2000년대에는 디지털 오디오 플레이어 및 기타 휴대용 미디어 장치 제품군으로 널리 알려졌다. 2019년, 이 회사는 드림어스컴퍼니로 사명을 변경했다.

## 역사
1999년, 양덕준과 이래환은 5명의 동료와 함께 삼성전자를 떠났다. 그들은 양덕준을 CEO로 하여 레인콤을 설립했으며, 처음에는 반도체 유통업체였으나 성장하는 MP3 플레이어 시장을 활용하기로 결정했다. 그들은 제조를 중국 선전의 AV Chaseway에 아웃소싱하고, 제품 디자인은 캘리포니아 팔로알토의 산업 디자인 회사인 INNO Design에 위탁했으며, R&D는 사내에서 유지했다.
아이리버의 첫 제품은 2000년 11월에 출시된 iMP-100으로, CD에 있는 MP3 데이터 파일을 디코딩할 수 있는 휴대용 CD 플레이어였다. 이 제품과 이후 모델인 iMP-250은 미국에서 소닉블루에 의해 리오 볼트라는 이름으로 재브랜딩되어 판매되었다. 아이리버는 자체 슬림X(SlimX) 브랜드로 이후 모델들을 판매했으며, 이를 세계에서 가장 얇은 MP3 CD 플레이어라고 홍보했다. 이때쯤 아이리버 휴대용 CD 플레이어는 국내에서 높은 인기를 얻었으며 다른 지역에서도 인기가 많았다. 아이리버는 초기 몇 년 동안 전 세계 MP3 산업을 지배했던 여러 대한민국 기업 중 하나였다.

### 2002–2005

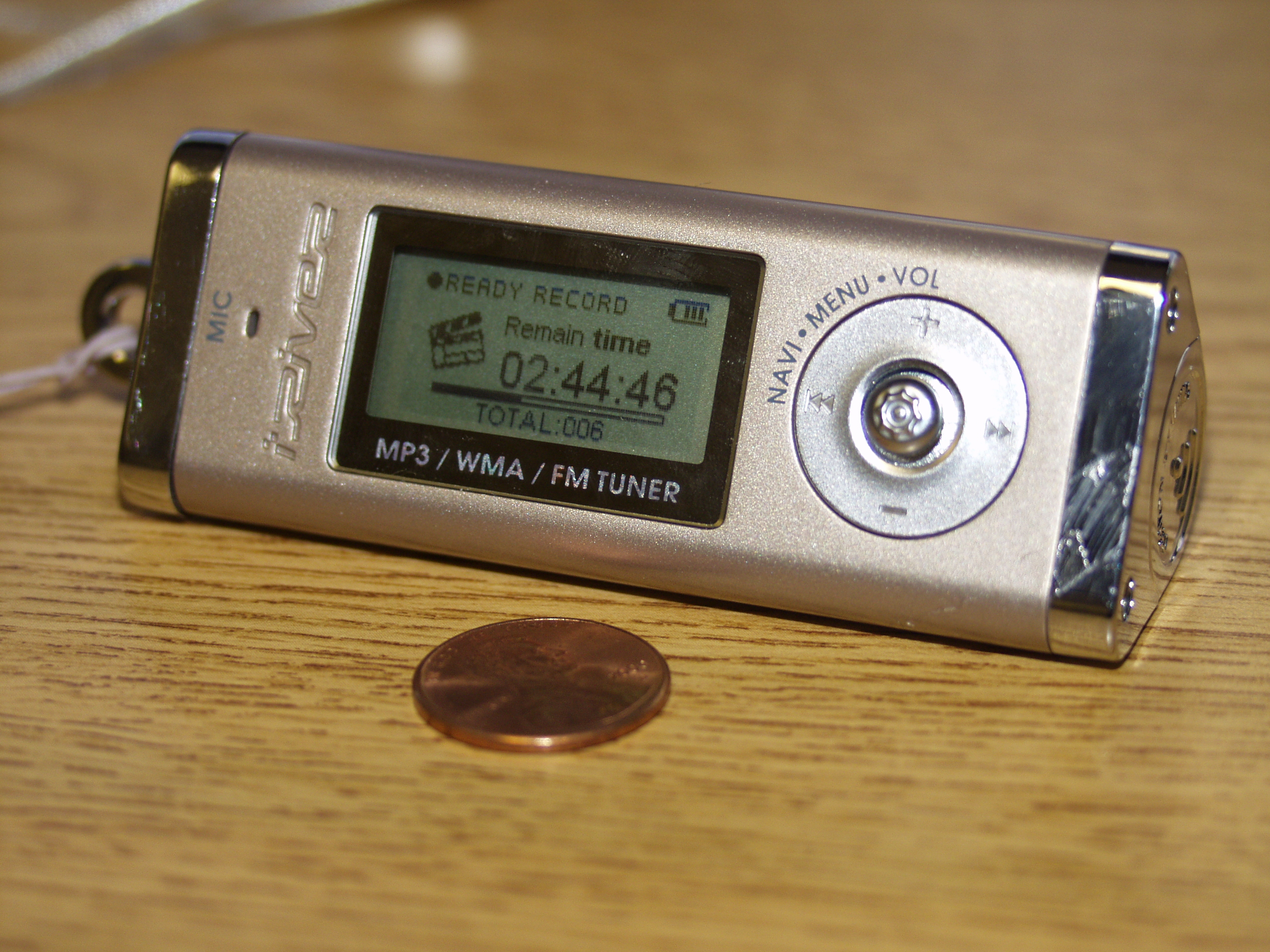
아이리버 iFP-180T, 최초의 플래시 메모리 음악 플레이어 중 하나

2002년, 아이리버는 미국 베스트 바이 체인의 수요를 충족시키기 위해 첫 번째 플래시 메모리 플레이어를 개발하기 위해 서둘렀다. 이는 디자인 파트너인 INNO Design이 독특한 모양을 디자인했기 때문에 "프리즘(Prism)"이라는 이름이 붙은 첫 DAP 제품인 iFP-100의 출시로 이어졌다. 연말까지 아이리버는 이미 국내 시장의 20%를 점유했으며 해외 시장에서의 인기도 꾸준히 증가했다. 1년 후, iFP-500 "마스터피스(Masterpiece)" 플레이어로 512 MB 및 1 GB 플래시 플레이어를 처음으로 시장에 출시했다. 또한 한국 증권 거래소인 코스닥에 IPO를 완료했다. 이 회사는 또한 아이팟과 경쟁하기 위해 하드 드라이브 플레이어를 판매했는데, iHP-300에 이어 H300이 출시되었다.
아이리버는 플래시 플레이어의 세계 시장에서 1위 자리에 올랐다. 2003년 전 세계 시장 점유율은 14.1%였으며, 애플은 21.6%로 선두를 달렸다. 아이리버 아메리카의 마케팅은 주로 홍보와 브랜드 파트너십에 사용되었으며, 아이스 큐브와 스눕 독과 같은 유명인사를 내세웠다.

2004-2010 로고

2004년까지 아이리버는 미국과 일본 양국에서 디지털 오디오 플레이어 시장에서 확고한 점유율을 확보했으며, 전 세계적으로 총 280만 대의 플레이어를 판매했으며, 그 중 170만 대는 해외 시장에서 판매되었다. 이 기간 동안 회사는 아이리버(iRiver)에서 아이리버(iriver)로 이름 표기법을 변경하고 파란색 대신 루비색 로고를 사용하는 등 리브랜딩을 거쳤다. 또한 성인 영화 배우인 제나 제임슨과 오드리 헵번을 닮은 모델을 홍보 모델로 기용했다.
2005년, 이 회사는 H10과 같은 플래시 플레이어에 전적으로 집중하기로 결정했고, 그 결과 주크박스(H10의 20GB 버전 제외) 개발이 중단되었다. 아이팟 셔플의 출시는 아이리버의 판매에 타격을 주었고 플래시 기반 플레이어에서 최고 순위에서 떨어졌다. 아이리버는 2005년에 애플의 마인드셰어를 차지하기 위한 새로운 마케팅 전략을 채택했다. U10 플래시 플레이어를 "엄지손가락"이라고 불렀다. 이는 사용자가 휴대폰이나 문자 메시지 장치를 제어하는 것처럼 MP3 장치를 엄지손가락으로 제어한다는 의미였다. 이 회사는 또한 인터넷 전화 기능을 갖춘 디지털 오디오 플레이어 계획을 발표했다.
IDC에 따르면, 밴쿠버 (워싱턴주)에 본사를 둔 아이리버의 미국 법인은 2005년 미국 MP3 플레이어 시장에서 3.4%를 차지했으며, 이는 최고점인 13%에서 하락한 수치이다. 이 회사는 이 분야의 지배력을 되찾기 위해 미국 사용자 중 얼리 어댑터를 목표로 삼았다. 또한 브라질, 독일, 홍콩, 일본에 판매 부문을 개설했다. 아이리버의 모회사인 레인콤은 2005년 말까지 상당한 재정적 손실을 입었다.

### 2006–2010

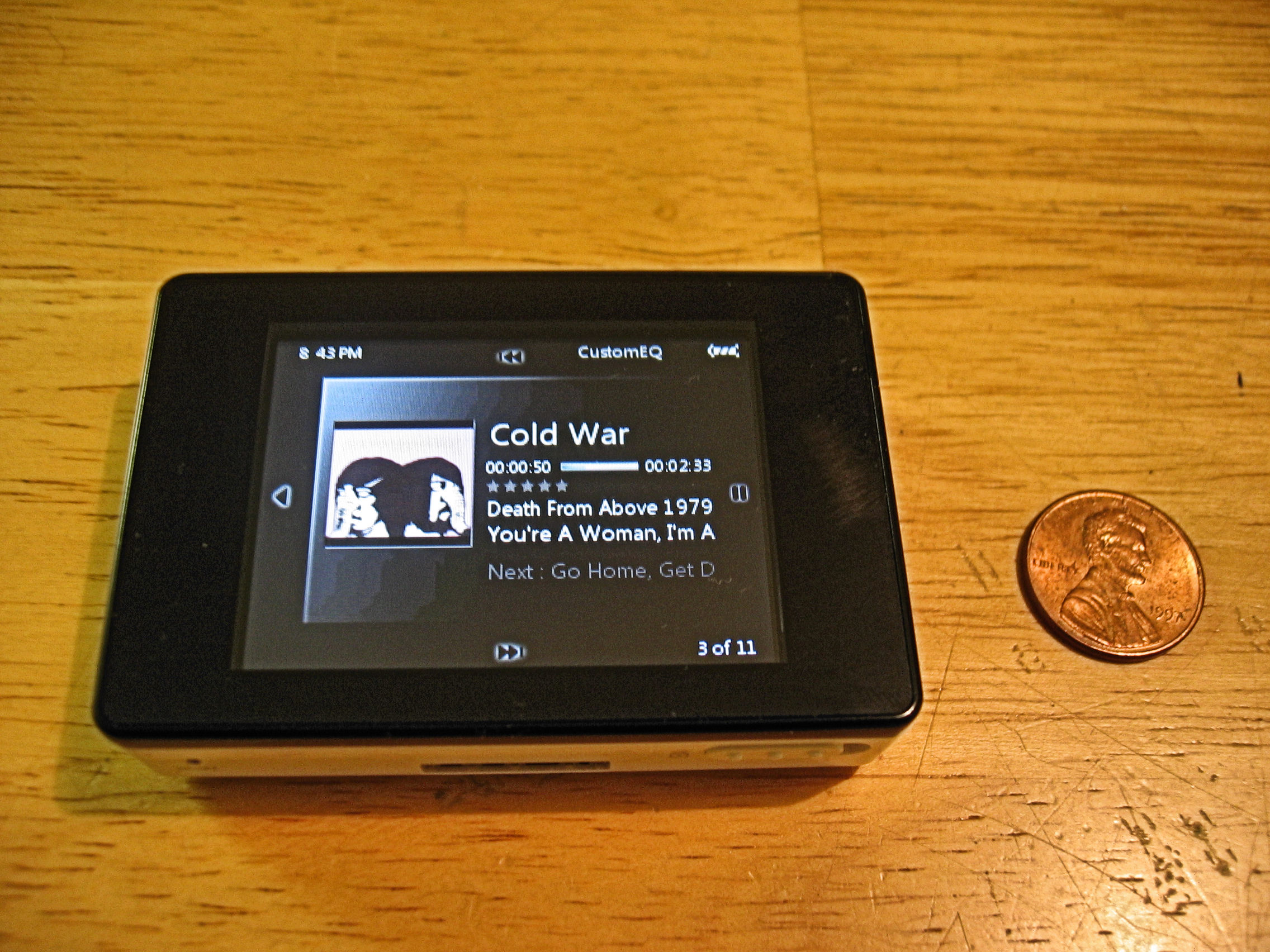
아이리버 클립스

레인콤은 2006년 5월, 휴대용 모바일 게임 및 기타 전자제품으로 초점을 조정할 것이며, PMP 시장에서 철수할 의사를 공개적으로 발표했다.
또한 2004년 순이익 434억 6천만 원에 비해 2005년에는 355억 8천만 원(미화 3,668만 달러)의 순손실을 포함하여 음악 플레이어 사업의 부진한 판매를 보고했다. 대한민국 국내 시장에서 아이리버는 한때 판매량의 50%를 차지했으며 자사 제품이 애국심의 상징이라고 주장하는 광고를 내기도 했다. 또한 한국, 일본, 중국에 아이리버 존(iRiver Zone) 매장 체인을 운영했다. 인천국제공항 매장에는 회사 고유의 "고객에게 헌신"이라는 "심장 박동 철학"을 나타내는 큰 하트 모양의 예술 작품이 전시되어 있다. 2006년 유럽 시장 점유율은 전년 대비 1.3%에서 0.4%로 하락했으며, 일본과 미국에서도 하락세를 보였다.
2006년 이 회사의 매출은 1,495억 원이었고 영업 손실은 544억 원이었다. 다음 해인 2014년까지 한국의 사모펀드인 보고펀드는 아이리버의 지분을 많이 보유했으며, 플레이어 사업이 줄어들면서 회사의 전망을 개선하기 위해 노력하여 2,068억 원의 매출에 55억 원의 이익을 보고했다. 2009년과 2010년에는 큰 손실이 뒤따랐다.
2007년 5월, 레인콤은 미국에서 아이리버 브랜드를 관리하고 신제품 개발을 돕기 위해 새로운 사업부인 레인콤USA를 발표했다. 이 회사는 또한 일본에서 A-MAX Japan으로부터 사이렌(Siren) 브랜드를 인수했으며, 사이렌 Inc. 자체의 항의에도 불구하고 이를 강행했다.
2009년, 모회사는 아이리버(iRiver)로 사명을 변경했다. 이 브랜드는 한국의 딕플(Dicple) 전자사전 시리즈와 아이리버 스토리 전자책 리더기를 포함한 다른 제품으로 확장되었다.

### 2011–현재
아이리버 스토리 리더기는 2010년에 출시되었고, 그 뒤를 이어 커버스토리(Cover Story)가 나왔다. 스토리 HD의 후속작은 2011년에 출시되었는데, 이는 아이리버의 미국 시장 첫 전자책 리더기이기도 했다. 같은 해, 아이리버는 국내 시장에 첫 안드로이드 스마트폰과 태블릿을 출시했다.
아이리버는 2014년 SK텔레콤에 매각되었다.
2013년, 아이리버는 프리미엄 브랜드인 아스텔앤컨을 론칭했다. 디지털 음악 플레이어 시장이 변화하면서, 아스텔앤컨은 아이리버의 기존 플레이어 대신 프리미엄 제품으로 구성되었다.
2019년, 아이리버는 드림어스컴퍼니로 사명을 변경했다.

## 제품

### 디지털 오디오 플레이어

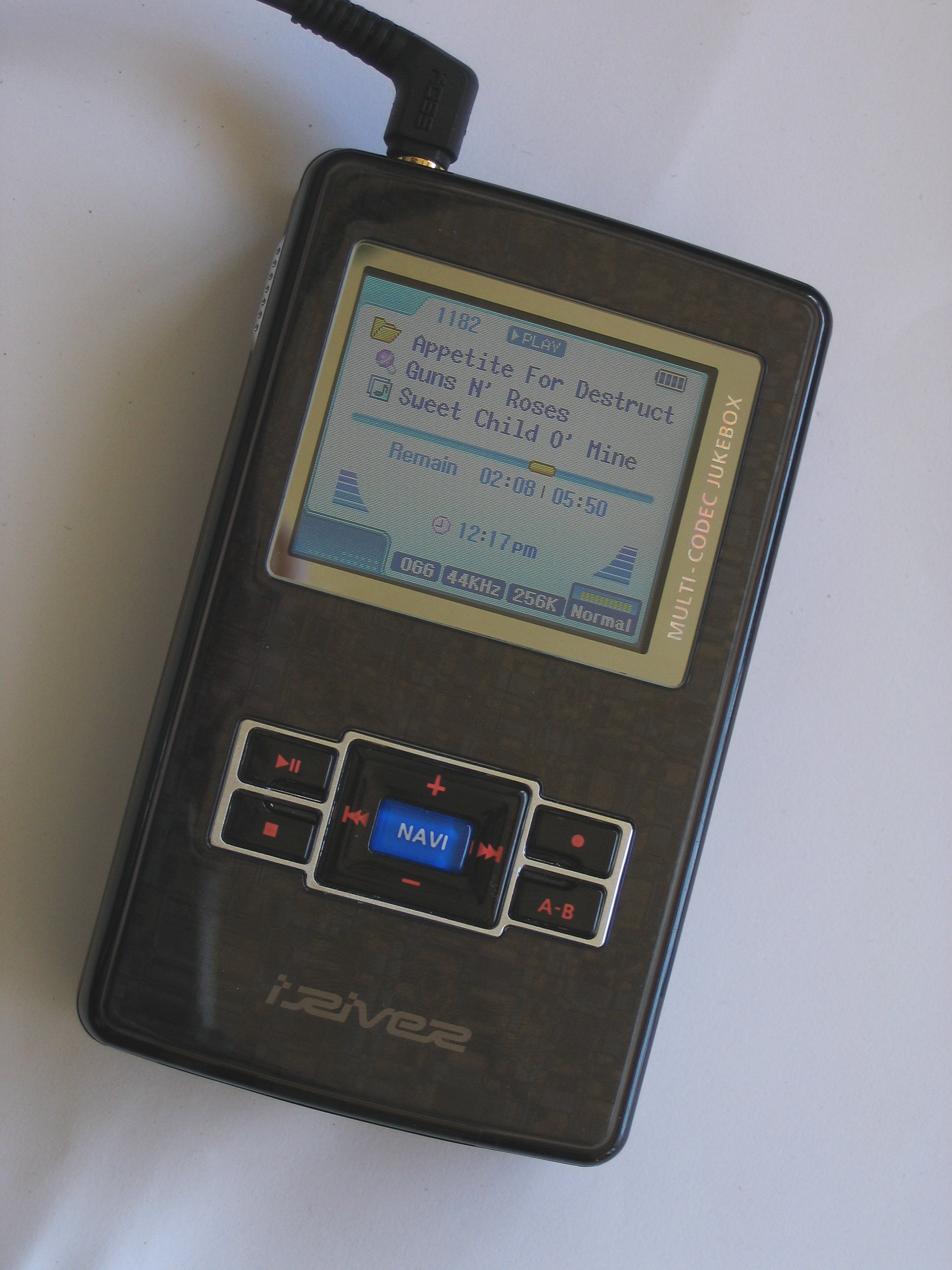
2004년 출시된 40GB 아이리버 H340 플레이어

아이리버 제품은 모두 MP3 및 WMA 오디오 파일을 재생할 수 있다. 일부 기기는 텍스트 보기, 오그 보비스 오디오 파일, 매크로미디어 플래시 및 BMP 파일을 지원한다. 이 회사는 또한 마이크로소프트 플레이스포슈어를 지원했는데, 이를 통해 일부 제품은 어지, 냅스터, 랩소디, 야후! 뮤직 언리미티드를 포함한 구독 기반 음악 다운로드 서비스를 지원할 수 있었다. 또한 사용자가 DRM 기능을 비활성화할 수 있도록 했다.
많은 플레이어는 다국어 디스플레이를 지원한다. 윈앰프 재생 목록을 지원하며 반복, 무작위 재생 및 프로그래밍 가능한 기능을 허용한다. 여러 사전 설정 및 한 가지 사용자 정의 EQ 설정이 포함되어 있으며, 내장 FM 튜너도 있다. 일부 아이리버 플레이어의 거의 독특한 기능은 내부(FM, 마이크) 및 외부(라인) 소스의 선택 가능한 비트 전송률을 통한 직접 MP3 녹음 기능이었다.
대부분의 아이리버 플레이어에는 스터디 모드라는 독특한 기능이 포함되어 있다. 사용자는 현재 모델에서 3초에서 180초까지 설정된 특정 시간 간격으로 트랙 내에서 빠르게 앞뒤로 이동할 수 있다. 이 옵션은 녹음된 어학 학습을 듣는 사람들을 돕기 위해 고안되었다. 소닉블루는 이 기능을 자사의 재브랜딩된 리오 볼트 모델에서 제거하여, 일부 사용자들이 다른 지역의 아이리버 펌웨어로 플레이어를 해킹하는 사태를 야기했다.
처음에는 음악 전송을 위해 장치를 컴퓨터에 연결하려면 아이리버 뮤직 관리자가 필요했다. 이후 펌웨어에서는 UMS가 지원되어 컴퓨터의 기본 파일 탐색기를 사용하여 파일을 전송할 수 있게 되었다. 아이리버는 결국 U10, T30, T20 및 T10 모델에서 MTP를 선호하여 UMS 지원을 중단했다. 이 회사는 나중에 사용자가 MTP와 UMS 인터페이스 간에 전환할 수 있도록 공식 펌웨어 업데이트를 출시했다.

#### 하드 디스크 기반
- iGP 시리즈
  - iGP-100 (1.5 GB) USB 2.0 연결. MP3, WMA, ASF, Ogg Vorbis 파일 재생. UMS. 내장 리튬 이온 배터리. 2003년 출시.
- H/iHP 시리즈
  - H10: (5 GB, 6 GB, 20 GB — 아시아 제외), 4가지 색상(빨강, 파랑, 은색, 회색)으로 제공, 16비트 컬러 화면, 라디오, 내장 마이크(음성) 또는 라인 인(라인 인은 추가 크래들 필요)에서 녹음 가능. 5 GB 및 6 GB 모델은 아이팟 미니 크기 정도이며 주로 알루미늄으로 구성. 아이리버가 디자인한 터치패드로 내비게이션 가능. 이 장치들은 Ogg Vorbis 파일을 재생할 수 없음. 플레이스포슈어 및 UMS.
  - iHP-100 시리즈: (10 GB, 15 GB, 20 GB, 40 GB) 음성, 라인 인 및 FM 녹음. 광 입력 및 출력. 내장 리튬 폴리머 배터리. UMS. USB 2.0 연결.
  - H300 시리즈: (20 GB, 40 GB) 플레이스포슈어 및 UMS. 내장 리튬 폴리머 배터리. 특정 디지털 카메라와의 전송 가능. 음성, 라인 인 및 FM 녹음. 한국 펌웨어로 비디오 재생 가능. USB 2.0 연결.
- E 시리즈
  - E10: (6 GB)[42] U10 시리즈와 유사한 인터페이스. TV 리모컨 기능도 있음. 플레이스포슈어 및 UMS 지원. 플래시 파일 재생, 비디오 및 FM 라디오 기능. 음성 및 FM 라디오 녹음 기능 포함. 2006년 일본 및 대한민국에서 출시, 2007년 다른 지역에서 출시.

#### 플래시 메모리 기반

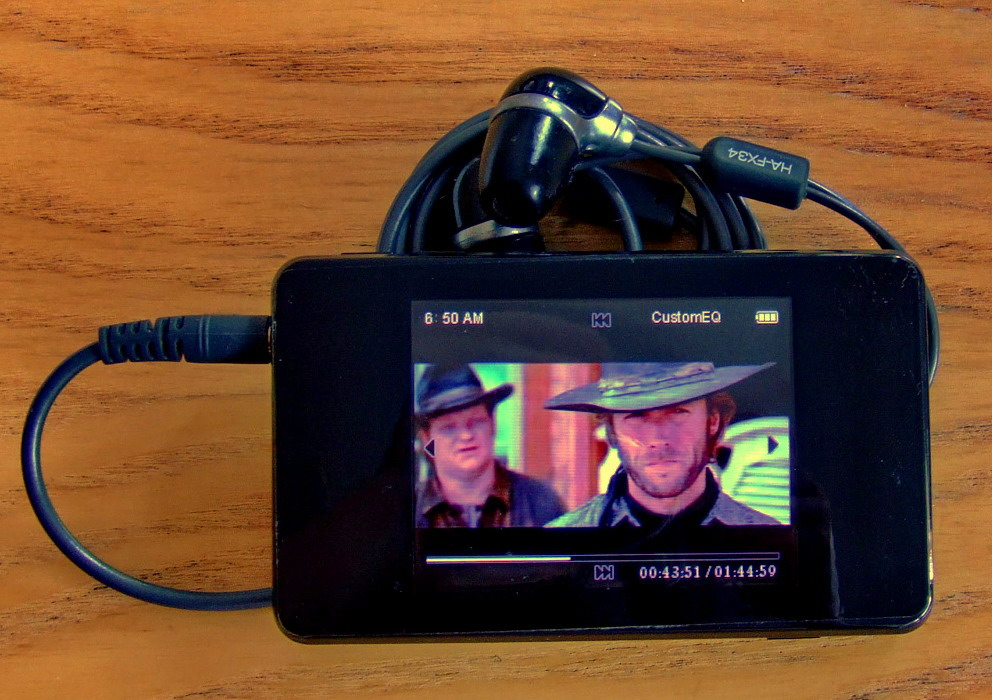
2007년 아이리버 클립스 2 휴대용 미디어 플레이어

- iFP 시리즈

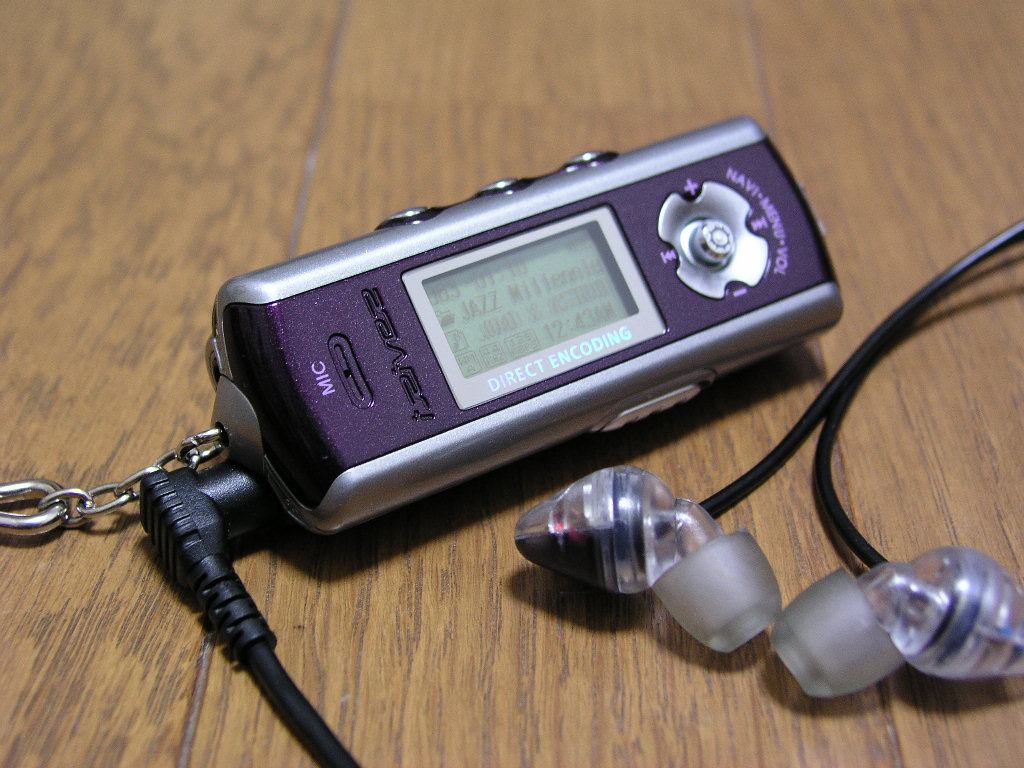
2004년 1GB 아이리버 iFP-799 플레이어

  - iFP-100 (프리즘): (32 MB, 64 MB, 128 MB, 256 MB, 512 MB) 프리즘 모양. USB 1.1 연결 (4핀 미니-B 플러그). MP3, WMA, WAV 파일 재생. 프리즘 모양. MTP (UMS 업그레이드 가능).
  - iFP-300 (크래프트 I): (64 MB, 128 MB, 256 MB, 512 MB) 프리즘 모양. USB 1.1 연결. UMS. FM 튜너. 음성, 라인 인, FM 녹음.
  - iFP-500 (마스터피스 I): (256 MB, 512 MB, 1 GB) 비누 바 모양. USB 1.1 연결. UMS. FM 튜너. 내장 리튬 이온 배터리. 음성, 라인 인, FM 녹음.
  - iFP-700 (크래프트 II): (128 MB, 256 MB, 512 MB, 1 GB, 4 GB) 모서리가 둥근 프리즘 모양. USB 2.0 연결. UMS. FM 튜너. 음성, 라인 인, FM 녹음.
  - iFP-800 (크래프트 II): (128 MB, 256 MB, 512 MB, 1 GB) 모서리가 둥근 프리즘 모양. USB 2.0 연결. UMS. FM 튜너. 음성, 라인 인, FM 녹음.
  - iFP-900 (마스터피스 II): (256 MB, 512 MB, 1 GB) 비누 바 모양. 컬러 1.2" LCD 디스플레이. FM 튜너. 음성, 라인 인, FM 녹음. USB 2.0 연결. UMS. 내장 리튬 이온 배터리.
  - iFP-1000 (프리즘 아이): (256 MB, 512 MB) 0.3 메가픽셀 디지털 카메라 내장, 프리즘 모양, 컬러 화면. USB 2.0 연결. UMS. 탈착식 리튬 이온 배터리.
- N 시리즈 - 목걸이형
  - N10: (128 MB, 256 MB, 512 MB, 1 GB) "메달리온 스타일" — 목에 걸고 다니는 방식. USB 2.0 연결. UMS. 2004년 출시.
  - N11: (128 MB, 256 MB, 512 MB, 1 GB) "메달리온 스타일" — 목에 걸고 다니는 방식. N10보다 긴 배터리 수명. USB 2.0 연결. UMS. 내장 리튬 이온 배터리. OLED 화면.
  - N12: (1 GB, 2 GB) "메달리온 스타일" — 목에 걸고 다니는 방식. 2006년 대한민국에서 출시.
  - N15 (쥬얼): (2 GB, 4 GB)
  - N20
  - N20S

- T 시리즈 - iFP 시리즈의 사실상 후속작
  - T5: 4 GB.
  - T6 (네온): 4 GB. 얇은 저가형 MP3 플레이어. 컬러 1.8인치 128x160 화면과 불빛 터치 컨트롤이 있다.
  - T7 (볼케이노 / 스틱스): (4 GB) 25 mm 능동 매트릭스 64x128 px OLED 디스플레이; 녹음 기능이 있는 FM 라디오 및 음성 녹음; SRS WOW HD; 통합 리튬 폴리머 배터리 및 통합 USB 커넥터.
  - T8 (캔디 바): 4 GB. 무게 26 g. T 시리즈의 최신 모델. 1인치 유기 발광 다이오드 (OLED) 128 x 64 화면.[43]
  - T9: 4 GB
  - T10 (뮤직 클립): (256 MB, 512 MB, 1 GB, 2 GB) 세미 프리즘 모양, MTP 또는 UMS.
  - T20 (메트로 룩): (256 MB, 512 MB, 1 GB) USB 스틱 디자인. 음성, 라인 인 및 FM 녹음. 내장 리튬 이온 배터리. 플레이스포슈어 및 UMS.
  - T30 (크래프트 III): (256 MB, 512 MB, 1 GB) 프리즘 모양; 라인 인, 플레이스포슈어 및 UMS 지원.
  - T50: (1 GB) AA 배터리 사용.
  - T60: (1 GB, 2 GB, 4 GB) AAA 배터리 사용. T50보다 작음.
- H 시리즈
  - H10 Jr.: (512 MB, 1 GB) 하드 드라이브 기반 H10의 작은 버전. USB 2.0 연결. FM 튜너. 음성 및 FM 녹음. 내장 리튬 이온 배터리. 플레이스포슈어 및 UMS.
- E 시리즈
  - E100 : (2 GB, 4 GB, 8 GB) 비디오, 음악, 사진 및 내장 FM 튜너와 스테레오 스피커를 갖춘 휴대용 미디어 플레이어. CES 2008에서 소개되었다.
  - E50 (메탈): (2 GB, 4 GB, 8 GB) E100의 마이너 버전. 알루미늄으로 제작.
  - E150: (2 GB, 4 GB, 8 GB) E100의 업그레이드 버전.
  - E200: (4 GB, 8 GB, 16 GB) E100의 주요 업그레이드 버전. 전체 알루미늄으로 제작.
  - E300: (4 GB, 8 GB)
  - E30 (매트): (2 GB, 4 GB, 8 GB)
  - E40: (4 GB, 8 GB)
- U 시리즈 (클립스)
  - U10: (1 GB, 2 GB), 2.2인치 화면, D-클릭 제어 시스템 사용, 플래시 라이트 지원. 모서리가 둥근 직사각형, 2.2인치 LCD, 70그램, 마이크 및 FM 라디오 녹음, 추가 기능용 크래들 사용 가능.
  - 클립스: (1 GB, 2 GB, 4 GB) 2006년 출시 당시 아이리버의 대표 제품. U10 플레이어를 재브랜딩한 것으로 시작하여 2세대 플레이어에서 완전히 재설계되었다.
  - 클립스 2세대 (U20): (2 GB, 4 GB, 8 GB) 모서리가 둥근 늘어진 직사각형. 테마로 맞춤 설정 가능, FM 및 음성 녹음, UMS(MSC) – MTP 호환 (교체 가능), 추가 기능용 크래들 사용 가능. 고해상도 AMOLED 화면. 플레이어는 신용카드 크기 정도이다.
  - 클립스+: (4 GB, 8 GB) DMB 튜너를 특징으로 하는 다소 평평한 클립스 모델. 이전 세대와 마찬가지로 클립스+는 2.2인치 AMOLED 화면을 가지고 있다.

- - LPlayer: (4 GB, 8 GB) 더 작은 클립스.
  - 스핀 (U30): 4 GB, 8 GB, 16 GB 버전으로, 3.3인치 AMOLED 터치스크린과 독특한 토글-휠 기반 촉각 제어 기능. 능동 매트릭스 OLED 디스플레이, FM 및 음성 녹음, T-DMB. 클립스 2의 후속작.
  - U100: Wi-Fi 기능을 갖춘 휴대용 미디어 플레이어. 2011년 1월 출시.
- S 시리즈 - 초소형
  - S7: (1 GB) S10의 작은 화면 없는 버전.
  - S10: (2 GB 플래시) 매우 작은 플레이어, 무게 17.5 g. OLED 화면이 있다. U10/클립스의 D-클릭 제어 시스템을 사용. 내장 리튬 폴리머 배터리. UMS. USB 2.0 연결. 2006년 9월 발표.
  - S100 (파노라마): (4 GB, 8 GB) 무게 77 g. T-DMB 튜너, FM 라디오, 음성 녹음기, 마이크로SD 카드 슬롯이 있는 2.83인치 240 x 320 화면.[44]
  - Mplayer: (1 GB) 2007년 디즈니와 협력하여 제작된 미키 마우스 머리 모양의 디지털 오디오 플레이어.[45]
  - Mplayer 2: (1 GB) Mplayer의 업그레이드 버전.
  - Mplayer 스와로브스키 (1 GB)
  - Mplayer+: (2 GB)
  - Mplayer 아이즈: (2 GB) Mplayer의 변형, 2008년.
- 포켓 퍼피
- X20: 탈착식 배터리를 갖춘 휴대용 비디오 플레이어. 마이크로SD 카드로 확장 가능.
- 아스텔앤컨 - 프리미엄 고해상도 플레이어 라인.

#### CD 플레이어

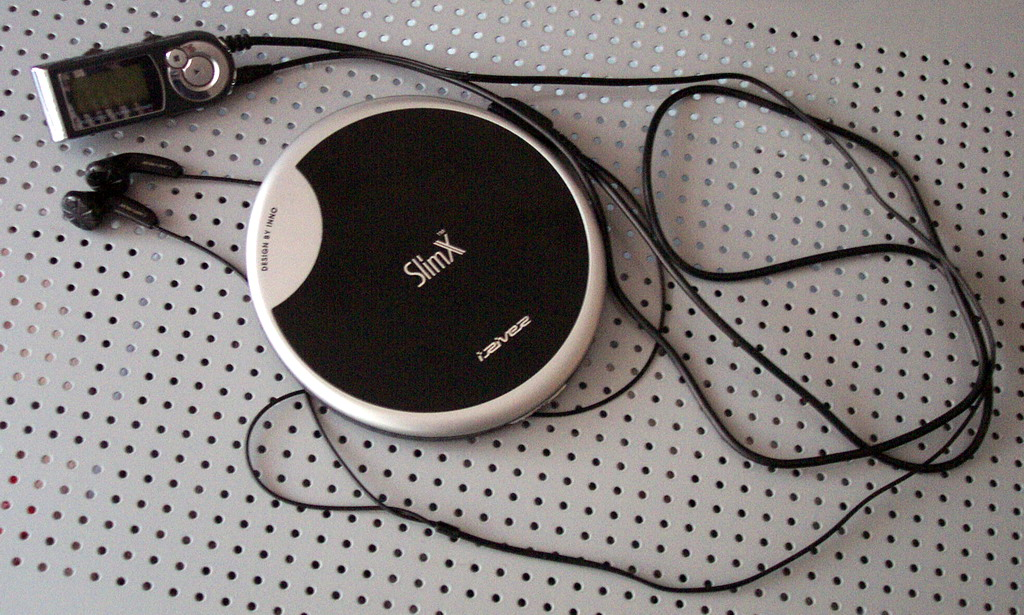
2004년 아이리버 SlimX iMP-550 플레이어

이 플레이어들은 MP3 형식의 CD-R 및 CD-RW 구운 디스크를 재생할 수 있었다. 첫 플레이어는 2000년의 iMP-100이었다. iMP-250은 2001년에 출시되었다. 미국의 리오로부터 OEM 주문을 받아 iMP-100과 iMP-250이 리오볼트 SP90/100과 SP250으로도 출시되었다. 첫 슬림X 모델인 iMP-350과 iMP-400은 2002년에 출시되어 큰 인기를 얻었다.
- iMP-50
- iMP-100
- iMP-150
- iMP-250
- iMP-350 SlimX
- iMP-400 SlimX
- iMP-450 SlimX
- iMP-550 SlimX
- iMP-900 SlimX
- iMP-700T
- iMP-1000
- iMP-1100

#### DataPlay 플레이어
2002년, 아이리버는 단명한 광학 포맷인 DataPlay를 사용하는 iDP-100을 출시했으며, 이는 500 MB의 데이터를 저장한다.

#### 휴대용 미디어 플레이어
- PMP-120 및 PMP-140: (20 GB, 40 GB) ("휴대용 미디어 플레이어") 2004년부터 2005년까지 생산.
- PMC 시리즈: (20 GB, 40 GB) 마이크로소프트 윈도우 모바일 기반 포터블 미디어 센터를 실행하며, 2005년에 출시.
- P7: 4 GB, 8 GB, 16 GB 버전으로, 4.3인치, 480 × 272 해상도 LCD 터치스크린[48]
- P8
- P10: (33 GB) CES 2008에서 소개된 사전 앱이 있는 휴대용 미디어 플레이어. 1.3인치 하드 디스크, 4인치 터치스크린.[49]
- P20
- P35
- P100 IPS
- K1 (스마트 HD) : (8 GB, 16 GB) 윈도우 CE 운영 소프트웨어 기반의 휴대용 미디어 플레이어. 와이파이, T-DMB 튜너, FM 라디오, 사전 콘텐츠 이용 가능. 3.5인치 320 x 480 TFT-LCD 터치스크린.
- W7: 4 GB 및 8 GB 버전으로 제공되는 3인치 터치 인터페이스의 와이드스크린. 2008년 CNET의 "베스트 오브 CES 어워드" MP3 및 휴대용 비디오 부문 수상.
- W10: KT와 함께 3인치 터치스크린과 인터넷 전화 기능을 갖춘 미디어 플레이어.
- NV 시리즈: 위성 내비게이션 내장
  - NV 미니 (M3)
  - NV 클래식 (M7)
  - NV (M10): NV 라이프와 유사하지만, 터치스크린 외에 탐색을 위한 회전식 휠이 있다.
  - NV 라이프 (M20): (2 GB 및 4 GB): 윈도우 CE 5 기반 MP3 플레이어. GPS 및 DMB 기능이 있다. 볼륨 및 전원 버튼 외에 터치 인터페이스를 갖추고 있다.

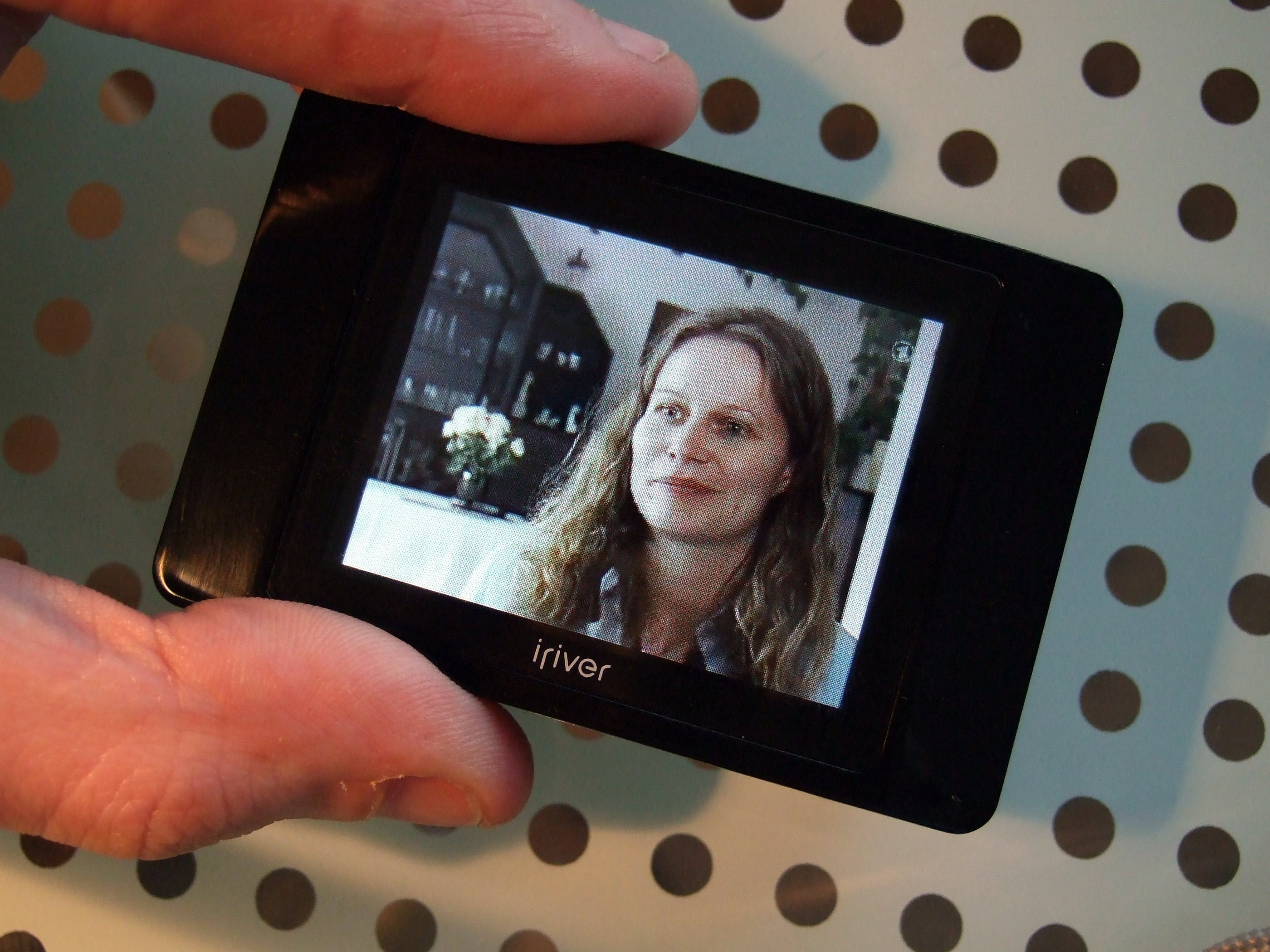
DMB를 통해 실시간 TV를 수신하는 아이리버 B20

- B 시리즈: 실시간 TV 시청을 위한 DMB 튜너가 있다.
  - B10 "포켓 TV", 2006년 출시. 아이리버 클립스와 유사한 스타일.
  - B20, DAB 디지털 라디오 기능도 포함. 아이리버 클립스와 유사한 스타일.
  - B30

### UMPC, 태블릿, 스마트폰
- 아이리버 윙은 2008년 1월 소비자 가전 전시회에서 소개되었다.[50][51] 4인치 터치스크린 디스플레이와 플랫 쿼티 키보드를 갖춘 클램셸형 울트라 모바일 컴퓨터였다.[52]
- 아이리버 탭: 안드로이드를 실행하는 7인치 태블릿 컴퓨터, 2011년 출시.
- 아이리버 와우탭
- 아이리버 바닐라: 안드로이드 2.2 스마트폰
- 아이리버 울랄라: 안드로이드 2.3.5 진저브레드 스마트폰.

아이리버는 2006년 홍콩 전자박람회에서 W10 울트라 모바일 PC 또는 태블릿 컴퓨터를 선보였으나 출시되지 않았다.
CES 2006에서 아이리버는 또한 G10이라는 새로운 PMP 및 휴대용 게임 콘솔을 선보였다. 이후 윙으로 이름이 바뀌었지만 국내 출시만 예상되었다. 그러나 지연 끝에 결국 출시되지 않았다.

### 전자책 리더

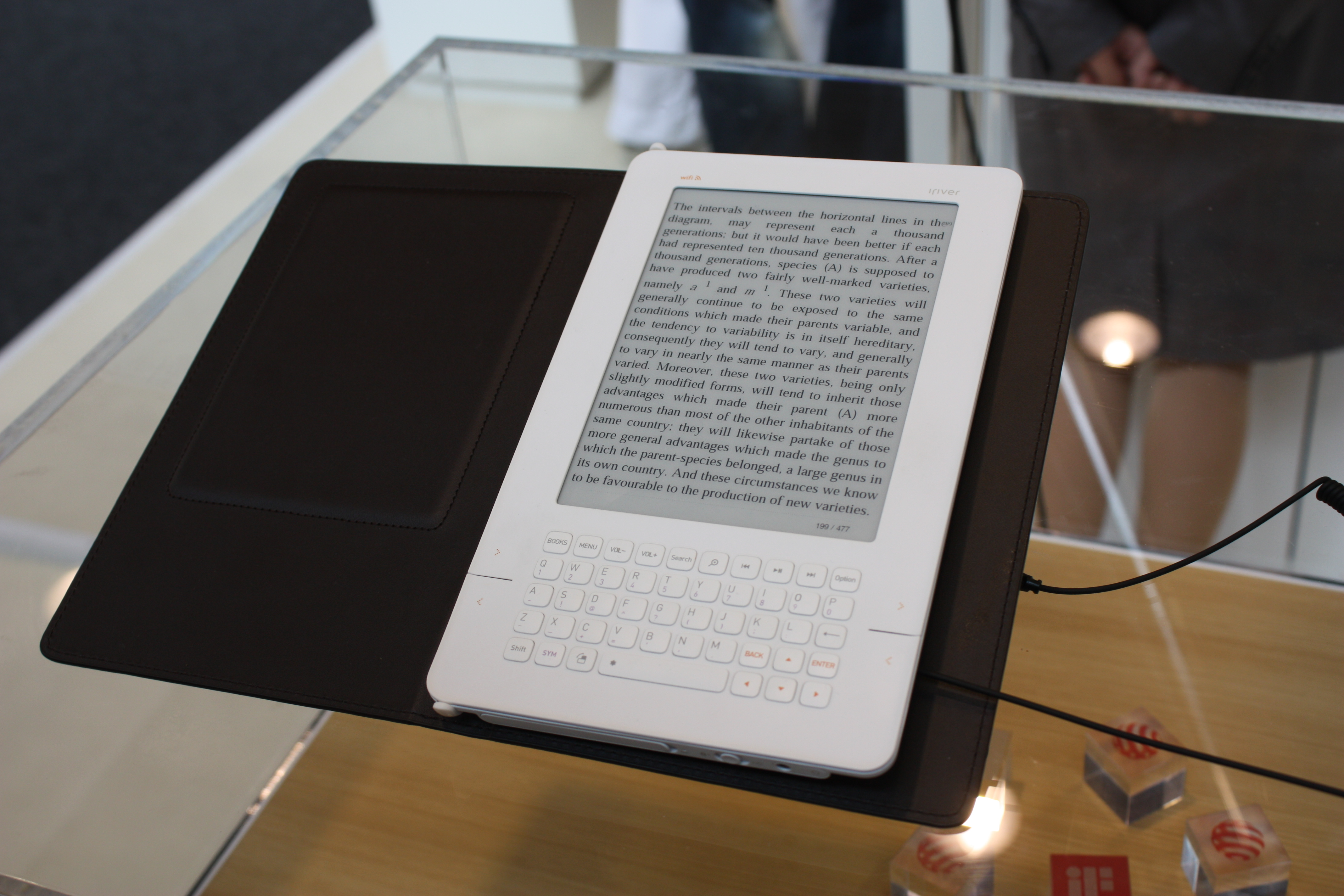
2010년 IFA 베를린에서 전시된 아이리버 스토리 전자책 리더

- 아이리버 스토리: 전자잉크 전자책 리더, SD 카드 확장 기능 포함, 2010년 출시.
- 아이리버 커버스토리: 추가 커버가 있음
- 아이리버 스토리 HD 2011년 모델은 Wi-Fi와 개선된 화면이 추가되었다.[57]

### 전자사전 (딕플)
대한민국에서만 출시.

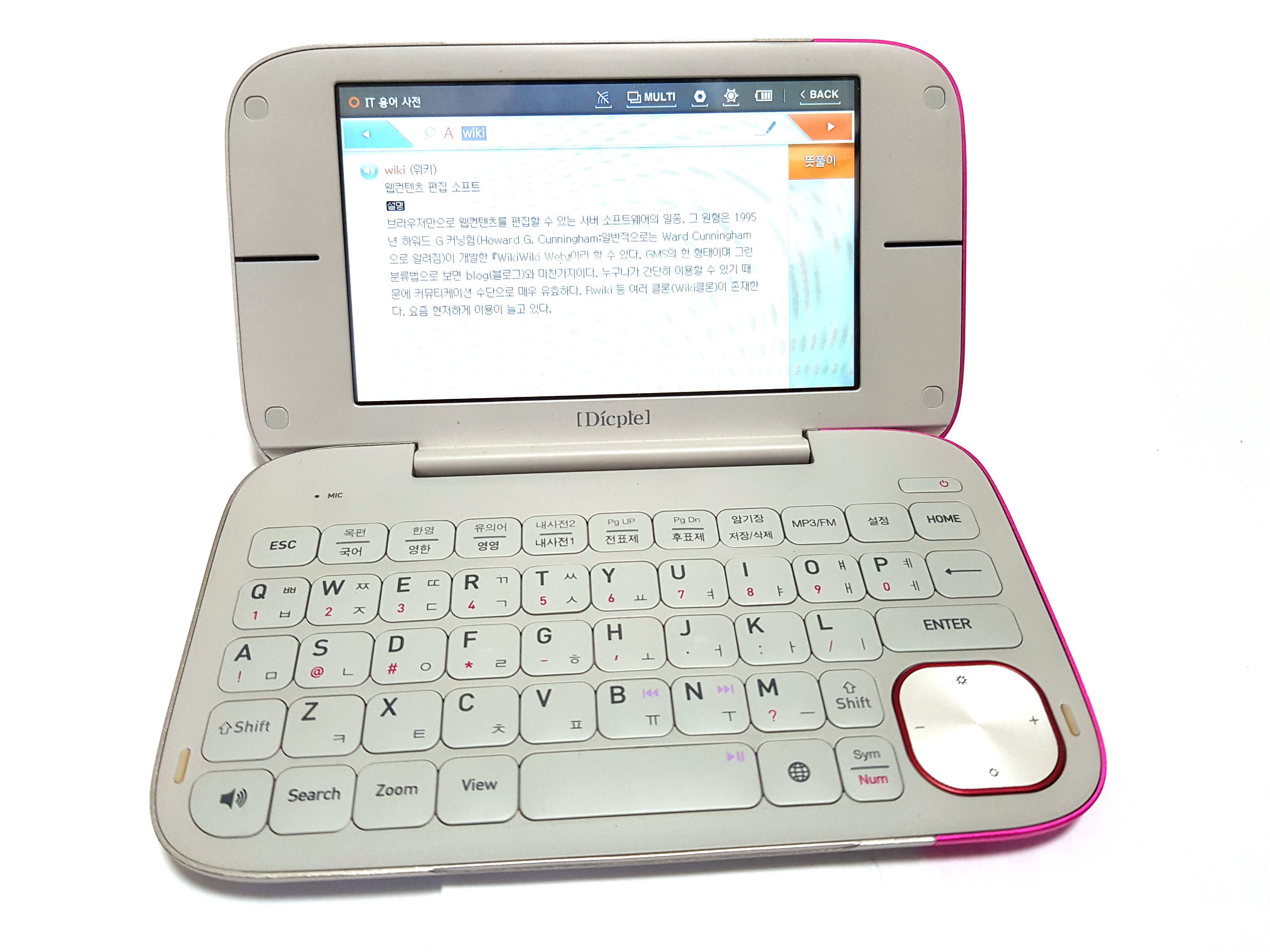
아이리버 딕플 D2000

- D-10 (딕플, dictionary & (mp3) player의 단순화된 합성어) 음악 재생 기능이 있는 전자사전. 2004년 12월 이후 판매.
- D-11
- D-20 (딕플 α) 역시 전자사전. 개선된 디자인과 4.3인치, 26만 컬러 TFT 컬러 화면을 특징으로 하며, 일반적인 전자사전에는 없는 사진 및 기타 기능을 지원. 176(W) x 81.9(D) x 26.7(H) mm로 노트북과 유사한 외관을 모방하여 광택 있는 빨강 또는 검정색으로 출시. 사전 탐색 시 22시간, 오디오 재생 시 30시간의 배터리 수명. 2006년 1월 이후 판매.
- D-25 (딕플 51) 이 전자사전은 4.3인치, 26만 컬러 TFT 컬러 화면, 1.3GB 플래시 메모리를 특징으로 함. 콘텐츠 수로 인해 딕플 51로도 알려짐. 2006년 8월 이후 판매.
- D-26
- D-27
- D-30
- D-28 D-30의 마이너 버전. PDF 뷰어 및 터치스크린 기능 제거.
- D-5
- D-33
- D-50N
- D-100
- D-150
- D-200
- D-1000
- D-2000
- D-3000
- D-3300

## 같이 보기
- 디지털 오디오 플레이어
- 락박스 (아이리버 H10, H100, H300 시리즈의 대안, 오픈 소스 펌웨어)
- 드림어스컴퍼니